# Graeme English
Graeme English (* 25. September 1964 in Kilsyth, Schottland; † 18. Februar 2021) war ein britischer Ringer.

## Biografie
Graeme English war ein talentierter Turner, musste jedoch wegen einer Knöchelverletzung den Turnsport aufgeben und wechselte 1983 zum Ringen, was er bereits in seiner Jugend praktiziert hatte. Drei Jahre nach seinem Sportartenwechsel gewann English bereits bei den Commonwealth Games 1986 in Edinburgh eine Bronzemedaille. Gleiches gelang ihm bei den Commonwealth Games 1994 im kanadischen Victoria. 
Des Weiteren nahm er an den Weltmeisterschaften 1991 und an den Europameisterschaften 1988 und 1992 teil.
Bei den Olympischen Sommerspielen 1988 schied er im Halbschwergewicht des Freistilringens nach seinem vierten Kampf gegen den Ungar Gábor Tóth aus. 
Zwischen 1986 und 1994 gewann Englisch acht britische Meistertitel. 2000 konnte der Schotte den letzten seiner neun Titel gewinnen, obwohl er sich bereits nach den Commonwealth Games 1994 vermehrt der Aufgabe als Trainer gewidmet hatte. Sein Sohn Brandon wurde ebenfalls Ringer. 